# 孝成懿皇后
孝成懿皇后劉氏（？—？），後唐德祖李霓妻。
劉氏事跡不詳，只知她嫁與後唐德祖及生後唐明宗李嗣源，後來贈封宋國夫人。天成二年（927年）正月，李嗣源追尊劉氏諡號為孝成懿皇后。